# Риба иглица
Иглица (лат. Belone belone) риба је из породице Belonidae. Изглед ове рибе је посебан, њено тело је дугачко, уско, игличасто, а обе вилице су издужене и пуне малих зуба. Стомак и абдомен налазе се далеко иза репа иза стомака. Иглица је, када се гледа одозго, плаве или плаво-зелене боје, а стомак јој је сребрн. Расте до 93 cm у дужини и достиже тежину од 1,3 килограма. Живи на пелагици, на отвореном мору, на доњим дубинама, обично до 20 cm, иако може бити знатно дубље. Она је велики предатор и храни се свиме што може ухватити, обично мањим рибама. Мрести се у пролеће, када се скупља у велика јата. Јајашца оставља на плутајућим објектима, с којих она висе у нитима. Поред тога што је разарајући предатор, иглица је такође плен код свих великих предатора, и зато је иглица један од најбољих мамаца у риболову удицом на велике предаторе. Месо иглице има посебан укус, сличан укусу плаве рибе. Кости кичме су јој зеленкасте боје.

## Систематика
Постоји више подврста ове рибе, по неким изворима три, а по неким изворима четири. Подврсте су:
- — Североисточни Атлантик
- — Црно море и Азовско море
- — Средоземље и источни део Атлантика, од Гибралтара до Азора и Зеленортска Острва

Последња врста је недавно споменута као посебан подтип.
- — Средоземље и околина Азора

## Занимљивости
Због карактеристичне боје костију, постоји широко распрострањено веровање у народу да је иглица отровна риба. Истина је да је иглица јестива, у ствари, то је врло укусна риба, а у неким областима се сматра посластицом. 

## Распрострањеност
Различити подврсте иглица могу се наћи на целом Медитерану, укључујући и Црно море, као и на источном делу Атлантика.